# Voetbalclub Rinsumageest
Voetbalclub Rinsumageest (v.v. VCR) is een Nederlandse amateurvoetbalclub uit het Friese Rinsumageest.

## Geschiedenis
Voetbalclub Rinsumageest werd opgericht op 1 april 1964 door L. Tuininga en S. Bakker, die op dat moment het bestuur vormden. De club had bij de oprichting nog niet de beschikking over een eigen sportveld. Om die reden mocht de club uitwijken naar Murmerwoude (het huidige Damwoude), en gebruikmaken van het terrein van de daar gevestigde voetbalclub "De Wâlden".
Om de club toch een eigen veld te geven stond de gemeente Dantumadeel toe dat VCR het terrein "De Vonder" gratis mocht gebruiken, op voorwaarde dat ze dit zelf geschikt zouden maken als speelveld. Van het veld werd uiteindelijk een sportcomplex gemaakt waar ook de korfbalvereniging “Nij Libben” zich vestigde.
Op 19 september 1964 speelde v.v. VCR haar eerste competitie. Hiervoor werden twee elftallen samengesteld. In het seizoen van 1965/1966 speelde VCR haar eerste officiële thuiswedstrijd.
Een aantal jaar na de verhuizing naar "De Vonder" moest opnieuw een nieuwe locatie gezocht worden daar in de Vonder een nieuwe autoweg, de N361, werd aangelegd. Het nieuwe veld lag naast de Coöperatie Excelsior. In het seizoen 1970/1971 werd "De Vonder" opnieuw in gebruik genomen.
Vanaf 2009 is het sportcomplex volledig vernieuwd en heeft de gemeente twee nieuwe trainingsvelden gerealiseerd, met nieuwe lichtinstallatie. VCR heeft ook de beschikking gekregen over acht nieuwe kleed/doucheruimtes. Langs het hoofdveld is in 2012 een tribune gerealiseerd.

### Resultaten
| Seizoen   | Klasse | Rang | Gewonnen | Gelijk | Verloren | Punten |
| --------- | ------ | ---- | -------- | ------ | -------- | ------ |
| 2023/2024 | 5B     | 3    | 14       | 6      | 4        | 48     |
| 2022/2023 | 5B     | 4    | 12       | 3      | 7        | 39     |
| 2021/2022 | 5B     | 4    | 12       | 3      | 7        | 39     |
| 2020/2021 | 5B     | -    | 2        | 0      | 2        | 6      |
| 2019/2020 | 5C     | -    | 11       | 3      | 1        | 36     |
| 2018/2019 | 4B     | 12   | 6        | 1      | 15       | 19     |
| 2017/2018 | 4B     | 9    | 6        | 6      | 10       | 24     |
| 2016/2017 | 5C     | 1    | 20       | 3      | 1        | 63     |
| 2015/2016 | 4B     | 13   | 4        | 6      | 16       | 18     |
| 2014/2015 | 4B     | 11   | 6        | 7      | 11       | 25     |
| 2013/2014 | 4B     | 3    | 19       | 2      | 5        | 59     |
| 2012/2013 | 5C     | 1    | 15       | 4      | 1        | 49     |
| 2011/2012 | 5C     | 6    | 12       | 4      | 8        | 40     |
| 2010/2011 | 5B     | 7    | 9        | 10     | 5        | 37     |
| 2009/2010 | 6B     | 6    | 9        | 2      | 11       | 29     |
| 2008/2009 | 5B     | 12   | 3        | 4      | 15       | 13     |
| 2007/2008 | 5B     | 10   | 6        | 1      | 15       | 19     |
| 2006/2007 | 5B     | 7    | 6        | 7      | 9        | 25     |
| 2005/2006 | 5B     | 8    | 7        | 6      | 9        | 27     |
| 2004/2005 | 5B     | 9    | 7        | 3      | 12       | 24     |
| 2003/2004 | 5B     | 5    | 10       | 4      | 8        | 34     |
| 2002/2003 | 5B     | 8    | 7        | 6      | 11       | 27     |
| 2001/2002 | 6B     | 3    | 13       | 4      | 3        | 43     |
| 2000/2001 | 6B     | 5    | 10       | 3      | 7        | 34     |
| 1999/2000 | 5B     | 11   | 5        | 6      | 11       | 21     |
| 1998/1999 | 4B     | 12   | 2        | 3      | 17       | 9      |
| 1997/1998 | 5C     | 1    | 13       | 5      | 4        | 44     |
| 1996/1997 | 5D     | 9    | 8        | 8      | 10       | 32     |
| 1995/1996 | FVB 2B | 1    | 15       | 3      | 4        | 48     |
| 1994/1995 | FVB 1B | 11   | 8        | 4      | 12       | 20     |
| 1993/1994 | FVB 1B | 6    | 6        | 9      | 7        | 21     |
| 1992/1993 | FVB 1B | 4    | 11       | 4      | 7        | 26     |
| 1991/1992 | FVB 1B | 3    | 11       | 5      | 6        | 27     |
| 1990/1991 | FVB 1B | 5    | 9        | 9      | 4        | 27     |
| 1989/1990 | FVB 2B | 2    | 13       | 4      | 3        | 30     |
| 1988/1989 | FVB 2B | 4    | 9        | 4      | 7        | 22     |
| 1987/1988 | FVB 2B | 4    | 9        | 7      | 6        | 25     |
| 1986/1987 | FVB 2B | 4    | 10       | 4      | 8        | 24     |
| 1985/1986 | FVB 2B | 4    | 9        | 4      | 9        | 22     |
| 1984/1985 | FVB 2B | 8    | 6        | 3      | 11       | 15     |
| 1983/1984 | FVB 2B | 6    | 7        | 4      | 9        | 18     |
| 1982/1983 | FVB 2B | 3    | 11       | 5      | 4        | 27     |
| 1981/1982 | FVB 2B | 3    | 12       | 3      | 5        | 27     |
| 1980/1981 | FVB 2B | 6    | 9        | 3      | 9        | 21     |
| 1979/1980 | FVB 2B | 8    | 8        | 2      | 12       | 18     |
| 1978/1979 | FVB 2B | 8    | 9        | 4      | 9        | 22     |
| 1977/1978 | FVB 2B | 5    | ?        | ?      | ?        | 23     |
| 1976/1977 | FVB 2B | 3    | ?        | ?      | ?        | 25     |
| 1975/1976 | ?      | ?    | ?        | ?      | ?        | ?      |
| 1974/1975 | FVB 2B | 9    | ?        | ?      | ?        | 10     |
| 1973/1974 | FVB 2B | 7    | ?        | ?      | ?        | 7      |
| 1972/1973 | FVB 2B | 6    | ?        | ?      | ?        | 13     |
| 1971/1972 | ?      | 1    | ?        | ?      | ?        | ?      |
| 1970/1971 | ?      | ?    | ?        | ?      | ?        | ?      |
| 1969/1970 | FVB2B  | 9    | 0        | 1      | 14       | 1      |
| 1968/1969 | FVB2A  | 8    | 3        | 4      | 11       | 10     |
| 1967/1968 | FVB2B  | 8    | 4        | 5      | 9        | 13     |

- Bijgewerkt tot einde seizoen 2023/2024.[1]

### Competitieresultaten 1968–2024
| 8 2B |

| 8 2A |

| 9 2B |

|  |

|  |

| 6 2B |

| 7 2B |

| 9 2B |

|  |

| 3 2B |

| 5 2B |

| 8 2B |

| 8 2B |

| 6 2B |

| 3 2B |

| 3 2B |

| 6 2B |

| 8 2B |

| 4 2B |

| 4 2B |

| 4 2B |

| 4 2B |

| 2 2B |

| 5 1B |

| 3 1B |

| 4 1B |

| 6 1B |

| 11 1B |

| 1 2B |

| 9 5D |

| 1 5C |

| 12 4B |

| 11 5B |

| 5 6B |

| 3 6B |

| 8 5B |

| 5 5B |

| 9 5B |

| 8 5B |

| 7 5B |

| 10 5B |

| 12 5B |

| 6 6B |

| 7 5B |

| 6 5C |

| 1 5C |

| 3 4B |

| 11 4B |

| 13 4B |

| 1 5C |

| 9 4B |

| 12 4B |

| - 5C |

| - 5B |

| 4 5B |

| 4 5B |

| 3 5B |

| Vierde klasse | Vijfde klasse | Zesde klasse | Eerste klasse FVB | Tweede klasse FVB |

In elke staaf van de grafiek staat van boven naar beneden vermeld: 
- Eindnotering

Dit is de positie die de club heeft bereikt in de competitie, zonder eventuele beslissings-, play-off- of nacompetitiewedstrijden die nodig zijn geweest om bijvoorbeeld de kampioen van de competitie te bepalen.
Indien een * achter het getal staat is de notering een tussenstand en kan het zijn dat de notering niet overeenkomt met de uiteindelijke eindstand van de competitie.
Staat er een - dan is het seizoen nog bezig en is er geen definitieve uitslag bekend.
Staat er xx op de positie van de notering, dan heeft de club vroegtijdig de competitie verlaten. Dit kan onder andere komen door terugtrekking van het team, faillissement van de club of door een uitgedeelde straf van de KNVB. In veel gevallen staat elders in het artikel de reden vermeld.
Staat er een ? dan is het resultaat uit het verleden onbekend, en is alleen de competitie of het niveau bekend van dat seizoen.
In de seizoenen 2019/20 en 2020/21 werd wegens de coronacrisis het amateurvoetbal afgebroken. Daardoor kennen deze staven geen eindklassering (middels -- weergegeven).
- Competitieniveau en afdelingsletter of Officiële eindstand Eredivisie
  - Competitieniveau en afdelingsletter

Hierbij geeft het getal het niveau weer, dat ook terug te vinden is in de legenda. De letter is de afdelingsaanduiding en wordt gebruikt wanneer er meer afdelingen zijn op hetzelfde niveau. De afdelingsletter is altijd een hoofdletter en wordt meestal zonder nummer gebruikt.
Voorbeeld: 2F is niveau 2e klasse competitie F.
Het competitieniveau en nummer wordt niet vermeld wanneer er slechts één competitie van dit niveau was.
  - Officiële eindstand Eredivisie (getal staat tussen haakjes vermeld)

Sinds de introductie van play-offwedstrijden voor Europees voetbal na afloop van de reguliere competitie in 2005/06, is de KNVB verplicht een eindstand van de Eredivisie door te geven aan de UEFA aan de hand van deze play-offwedstrijden.
Bij deze eindstand staan clubs die zich hebben gekwalificeerd voor Europees voetbal hoger dan clubs die zich niet wisten te kwalificeren. Indien er geen verschil was tussen de eindnotering en de officiële eindstand, staat dit getal niet vermeld.

- Onderafdeling

Hier staat afgekort de naam van de onderafdeling indien de club in dat jaar in een onderafdeling uitkwam. Tevens staat deze afkorting in de legenda en wordt gelinkt naar het artikel over deze onderafdeling. Deze afkorting wordt alleen vermeld wanneer de club in het verleden in verschillende onderafdelingen heeft gespeeld. Deze vermelding is in de staaf altijd in kleine letters. Deze onderafdelingen zijn na het seizoen 1995/96 afgeschaft. Heeft de club in slechts één onderafdeling gespeeld, dan is dit alleen terug te vinden in de legenda.
Onder de staaf staat het jaartal vermeld waarin het seizoen is afgesloten. 15 verwijst naar het seizoen 2014/15 of eventueel het seizoen 1914/15.
Wanneer een staaf leeg is, zijn deze gegevens niet bekend. Het kan ook zijn dat de club dat seizoen niet heeft meegespeeld op het hogere amateurniveau, vroegtijdig de competitie heeft verlaten of uit de competitie is gezet.

In het seizoen 1944/45 was er wegens de Tweede Wereldoorlog geen regulier competitievoetbal.

### Hoogtepunten

#### Erelijst
- Kampioenschap 2e Klasse FVB (2x):

1972, 1996
- Kampioenschap 5e Klasse KNVB (3x):

1998, 2013, 2017

#### vv Hoogeveen
In het seizoen 2007/2008 overleefde VCR verschillende voorrondes van het KNVB bekertoernooi regio Noord. Op 11 november 2007 mocht zij aantreden in een uitwedstrijd tegen eersteklasser vv Hoogeveen. Er werd met 7-0 verloren.

## Rivaliteit
De derby's van VCR zijn de wedstrijden tegen FC Birdaard uit Birdaard en VIOD uit Driesum. Dit is zo gegroeid doordat die clubs ongeveer even groot zijn als VCR en zodoende de eerste elftallen elkaar vaak ontmoeten. Geografisch gezien liggen VV de Wâlden en Broekster Boys (beiden uit Damwoude) dichter bij VCR. Maar de Wâlden speelde tot 2022 zondagvoetbal en Broekster Boys speelt een aantal klassen hoger.

## Tenue
Oranje shirt met brede zwarte baan door het midden, zwarte broekjes en zwarte sokken met een oranje band aan de bovenkant. In het algemeen speelt VCR de afgelopen jaren in compleet oranje shirts.

## Spelers

### Afkomst
De meeste spelers van VCR zijn afkomstig uit Rinsumageest, maar VCR heeft ook veel leden uit andere plaatsen in de buurt van Rinsumageest. Van die plaatsen komen de meeste spelers uit Raard, ook zijn er spelers uit Sijbrandahuis en Bornwird te bewonderen in de Oranje hemden. Ten slotte zijn er veel spelers uit Akkerwoude (tegenwoordig Damwoude) die spelen voor VCR.
Aan het eind van elk seizoen is er op sportpark 'de Vonder' een vriendschappelijke wedstrijd tussen spelers uit Rinsumageest en Raard en omgeving. Erelid en oud-voorzitter Sjoerd van der Galiën uit Raard heeft een grote bijdrage geleverd aan het verbinden van Rinsumageest en Raard op voetbalgebied.

### Gebroeders Hiemstra
Het eerste elftal van VCR was tussen 1990 en 2010 vooral bekend van de gebroeders Sjoerd Hiemstra en Hoeke Sjouke Hiemstra. Zij zijn samen verantwoordelijk voor honderden doelpunten en waren vanwege hun ruige uiterlijk de schrik voor elke tegenstander.

### Bekende (oud)spelers
- Tiny Hoekstra

## Trivia
- VCR had met Sietske de Roos als een van de eerste amateurclubs een vrouwelijke assistent-trainer. Veel clubs vonden dit eerst maar raar en wisten niet hoe hier mee om te gaan. Maar na een paar jaar kende iedereen Sietske. In 2009 is zij hiermee gestopt en werd zij benoemd als lid van verdienste van de club.
- In België is er ook een voetbalclub met de naam VCR.